# Jēkabpils (novads)
Jēkabpils est une municipalité de Lettonie, située dans les régions de Sélonie et de Sémigalie, dont le chef-lieu est Jēkabpils.

## Géographie
La municipalité s'étend sur 2 996,11 km2 dans le sud-est de la Lettonie et est frontalière de la Lituanie au sud. Elle comprend également Aknīste et Viesīte.

## Histoire
La municipalité est fondée le 1er juillet 2009 par la fusion des paroisses d'Ābeļi, Dignāja, Dunava, Kalna, Leimaņi, Rubene et Zasa.
Le 1er juillet 2021, à la suite d'une réforme administrative et territoriale, elle est agrandie par la réunion à son territoire des anciennes municipalités d'Aknīste, Krustpils, Sala et Viesīte. Son territoire correspond à celui de l'ancien district de Jēkabpils, supprimé en 2009.

## Démographie
En 2024, la population s'élevait à 39 276 habitants.